# Sarah Chatto
Lady Sarah Frances Elizabeth Chatto, født Armstrong-Jones (født 1. maj 1964 i Kensington Palace i London), er den eneste datter og det yngste barn af Antony Armstrong-Jones, 1. jarl af Snowdon (1930-2017) og Prinsesse Margaret, grevinde af Snowdon (1930 – 2002).
Sarah Chatto tilhører den udvidede britiske kongefamilie. Hun er det yngste barnebarn af kong Georg 6. af Storbritannien (1895 – 1952) og dronning Elizabeth (dronningemoderen 1900 – 2002). Hun er dronning Elizabeth 2. af Storbritannien (født 1926) eneste niece (søsterdatter).
Sammen med sine sønner indgår hun i arvefølgen til den britiske trone.

## Kunstner
Sarah Chatto er professionel kunstmaler. I 2004 blev hun næstformand for Royal Ballet i London.

## Familie
I 1994 giftede hun sig med Daniel Chatto (født 1957). Parret har to sønner:
- Samuel David Benedict Chatto (født 1996)
- Arthur Robert Nathaniel Chatto (født 1999). I 2010 blev Arthur udnævnt til page ved det britiske hof.

## Titler og rang
- Lady Sarah Armstrong-Jones (1964 – 1994)
- Lady Sarah Chatto (1994 – nu)

Sarah Chatto har rang efter sin svigerinde Serena Armstrong-Jones, Vicountess Linley (født 1970), mens hun har rang forud for Birgitte, hertuginde af Gloucester (født 1946 i Odense som Birgitte Eva Henriksen).